# Lila Rose

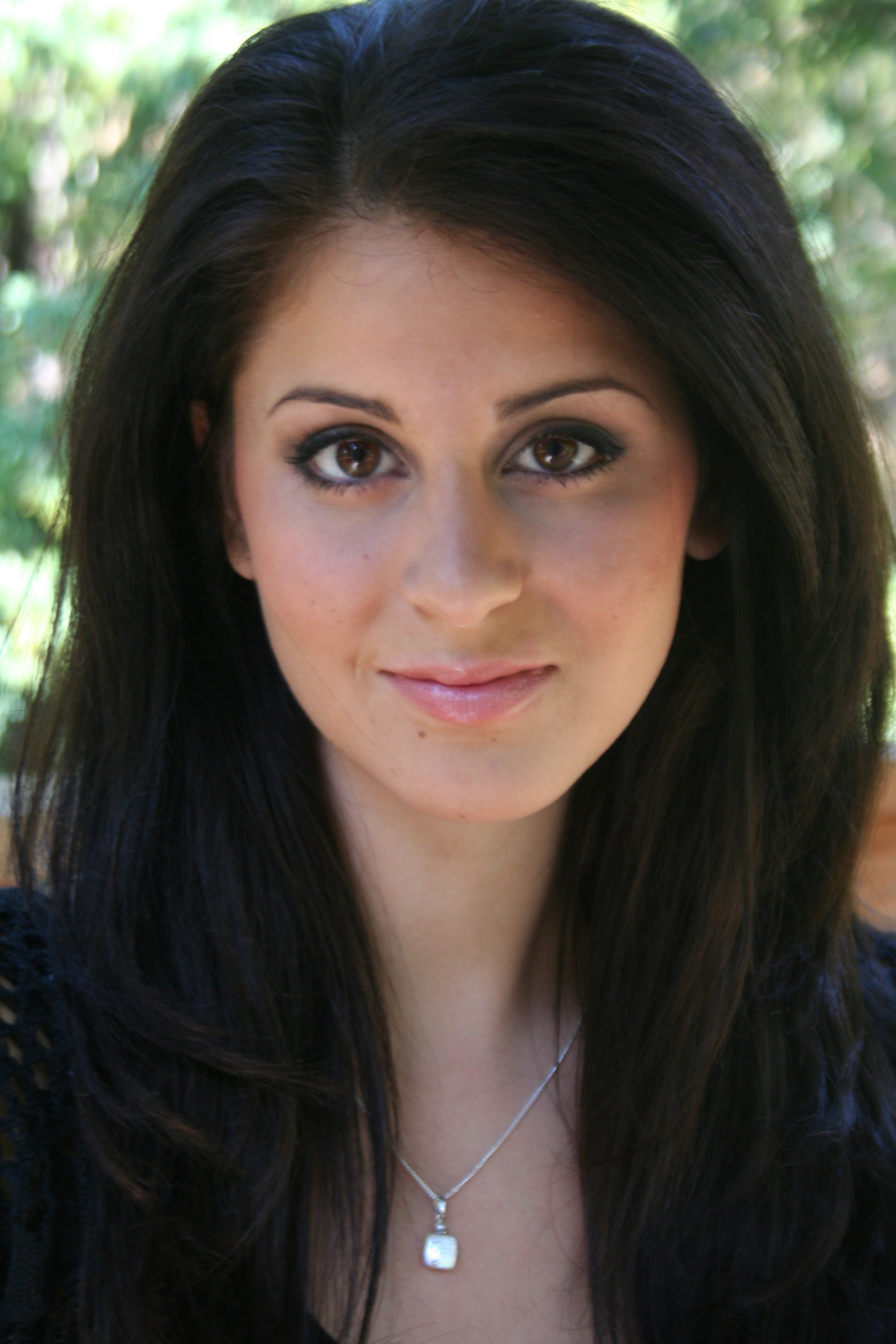
Lila Rose

Lila Grace Rose (San Jose, 27 luglio 1988) è un'attivista statunitense anti-abortista e fondatrice di Live Action. Ha condotto investigazioni sotto copertura per denunciare le strutture di Planned Parenthood negli Stati Uniti.

## Biografia
Lila Rose è cresciuta a San Jose, in California. Ha studiato a casa fino alla fine del liceo ed è cresciuta leggendo i padri della Chiesa, gli scritti di Madre Teresa di Calcutta e traducendo dal latino le opere di san Tommaso d'Aquino. Si è laureata in storia all'Università della California, a Los Angeles (UCLA).  È cresciuta come protestante evangelica e successivamente convertita al cattolicesimo. Nel 2013 viene nominata tra i "33 under 33" dal giornale cristiano Christianity Today.

## Attivismo
All'età di 9 anni, Lila Rose vide l'immagine di un bambino abortito in un libro a casa sua: da quel momento iniziò a opporsi all'aborto. A 15 anni, Lila Rose ha fondato Live Action e nel 2006 ha iniziato a creare una serie di video sotto copertura riguardanti Planned Parenthood, rivelando le situazioni illegali della clinica. Rose e un'amica fingevano di essere ragazze minorenni, incinta di uomini più anziani, in cerca di aborto. Riuscì così a trovare vari membri dello staff che consigliavano alle giovani ragazze di mentire sull'età dei loro fidanzati adulti, violando così la legge. Da allora, Lila Rose e vari membri di Live Action hanno continuato a realizzare video denuncia nei confronti dell'organizzazione abortistica.
In un’intervista rilasciata al portale web Cruxnow, Lila sostiene che «poiché le nostre leggi attualmente autorizzano l’aborto, non possiamo ripristinare la protezione legale dei nascituri se l’elettorato non è istruito sull’aborto e sulla vita umana. Penso che il movimento a favore della vita stia lavorando per gettare le basi per un’etica pro-life attraverso l’educazione. Questo è ciò che cerchiamo di fare con Live Action: riconoscere la fame, spesso latente, per la verità. E cerchiamo di saziarla attraverso i media e le relazioni in modo persuasivo, rispettoso e persistente». Per i cattolici, conclude Lila, «l’identità non dovrebbe essere basata sull’appartenenza a un partito politico, ma sulla relazione con Gesù» nella Chiesa.
Nel maggio 2021 esce il suo primo libro "Fighting for Life: Becoming a Force for Change in a Wounded World".